# Macromia aculeata
Macromia aculeata är en trollsländeart som beskrevs av Fraser 1927. Macromia aculeata ingår i släktet Macromia och familjen skimmertrollsländor. IUCN kategoriserar arten globalt som otillräckligt studerad. Inga underarter finns listade i Catalogue of Life.